# Laure Saint-Onuphre
La Laure de st-Onuphre  est un monastère d'hommes du village de Lavriv, raïon de Sambir en Ukraine. C'est un important centre de la culture Boykos.
Il y a été fondé au XIIIe siècle et appartient à l'Église grecque-catholique ukrainienne et est dédié à Onuphre l'Anachorète.

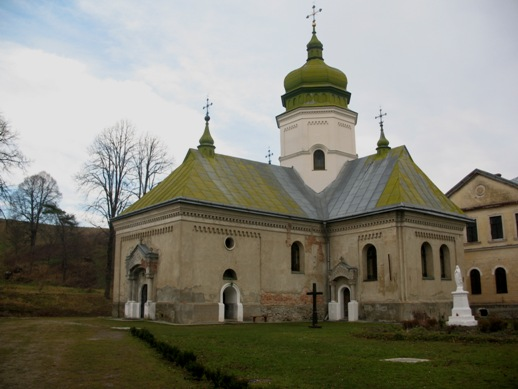
L'église,
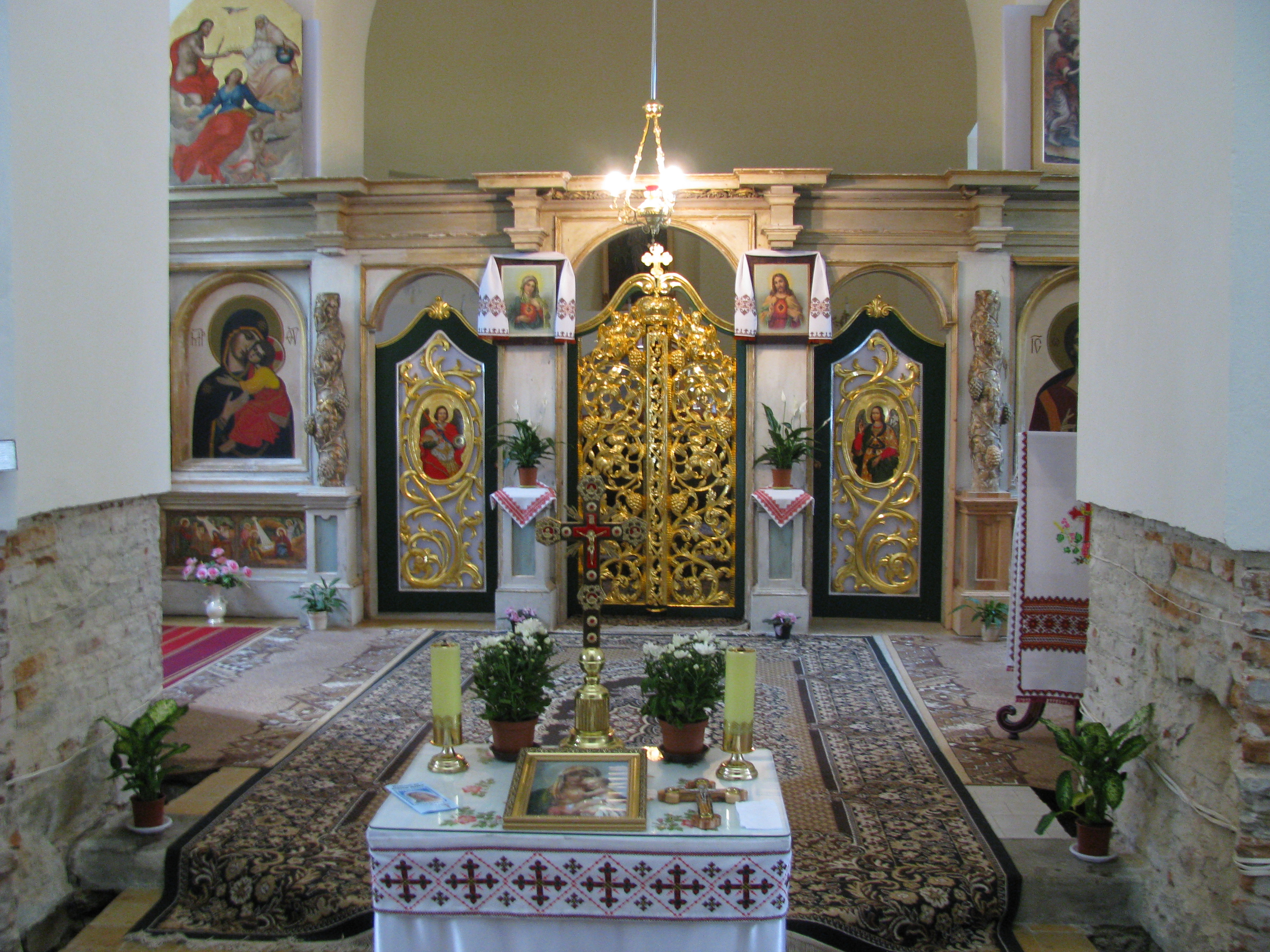
iconostase,
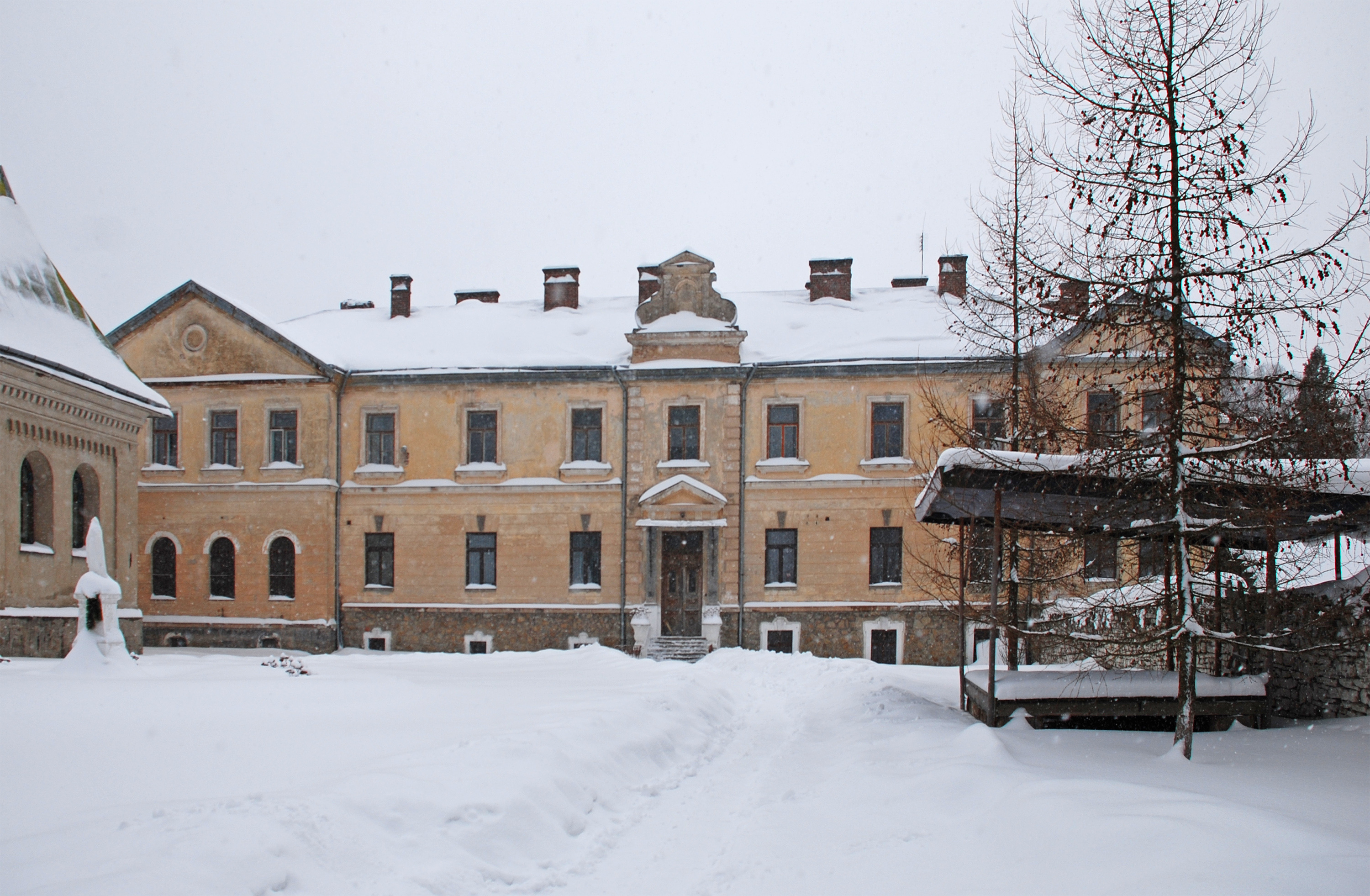
cellules des moines,
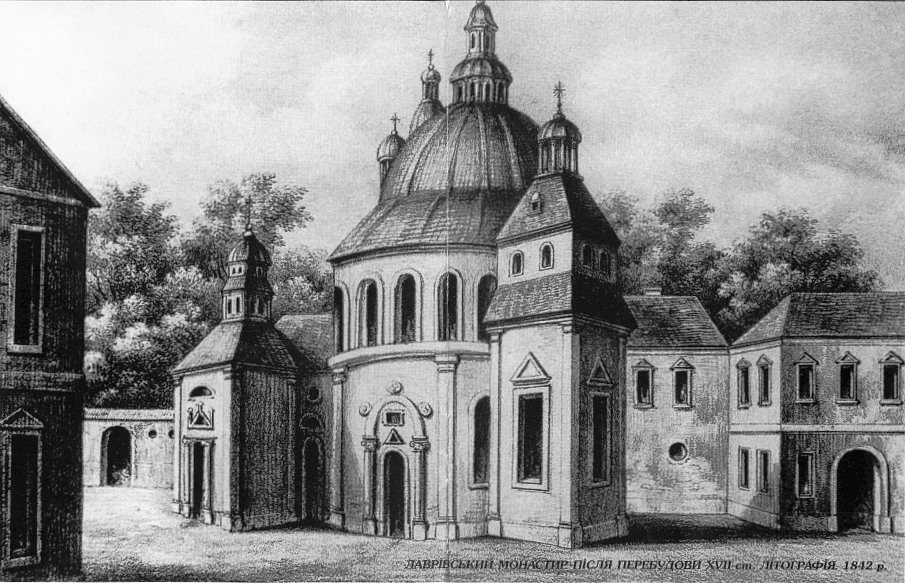
en 1842.